# La Tour-de-Sçay
La Tour-de-Sçay è un comune francese di 246 abitanti situato nel dipartimento del Doubs nella regione della Borgogna-Franca Contea.

## Società

### Evoluzione demografica
Abitanti censiti